# Inez De Florio-Hansen

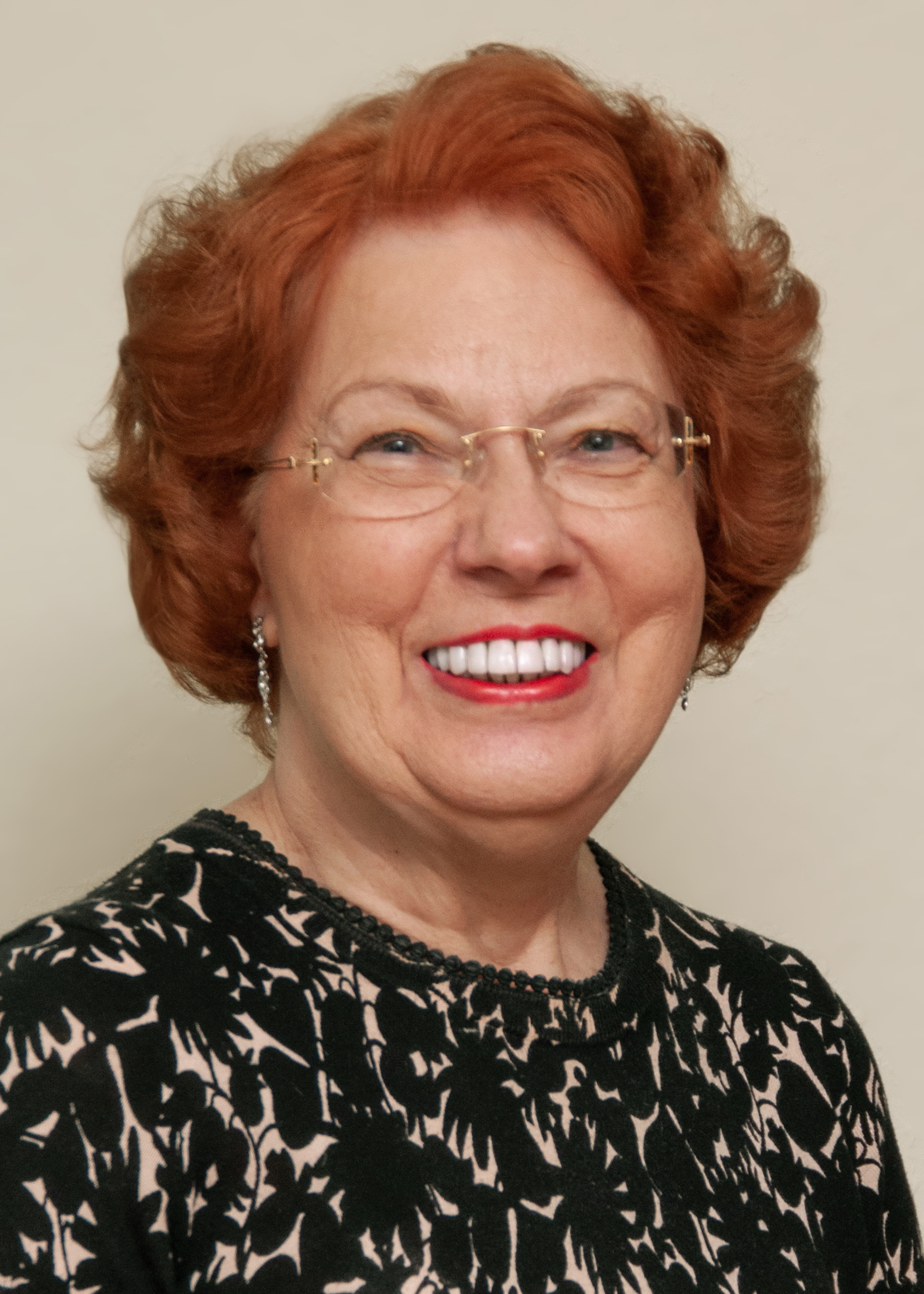
Inez De Florio-Hansen (2021)

Inez De Florio-Hansen (* 1943 als Inez Hansen) ist eine deutsche Fremdsprachenforscherin und Erziehungswissenschaftlerin.

## Wirken
Inez De Florio-Hansens Forschungsinteresse gilt dem wissenschaftsorientierten Lehren und Lernen in Schule und Hochschule. Einer ihrer Schwerpunkte ist die Fremdsprachenforschung unter Einschluss von Mehrsprachigkeit und Interkultureller Diskursfähigkeit. In jüngster Zeit widmet sie sich verstärkt dem Lehren und Lernen mit digitalen Medien und der Ausbildung einer kritischen Medienkompetenz. Weitere Schwerpunkte im Rahmen eines umfassenden Bildungs- und Erziehungskonzepts sind Künstliche Intelligenz und Robotik sowie summatives und formatives Feedback.
Auf der Grundlage einschlägiger Studien, insbesondere zum Faktum, dass Erwachsene ihre Persönlichkeit nur zu einem geringen Teil verändern können (vgl. Gerhard Roth), zeigt die Autorin in einem wissenschaftsorientierten Sachbuch die Möglichkeiten und Grenzen der sogenannten Ratgeberliteratur auf. Dabei handelt es sich um die bisher erste, für interessierte Laien gedachte Buchpublikation im deutschsprachigen Raum, die deutliche Kritik an Selbsthilfebüchern übt.
In einem weiteren populärwissenschaftlichen Sachbuch schildert Inez De Florio-Hansen, wie sie, von Geburt blind, im Alter von 48 Jahren durch eine erfolgreiche Operation mit dem Sehen konfrontiert war. Die autobiographische Schilderung ihres mühsamen Wegs aus der Blindheit gibt ihr Gelegenheit, sich mit der Rolle des Sehsinns und vor allem mit der Bedeutung der anderen Sinne kritisch auseinanderzusetzen.
Sie ist außerdem als literarische Übersetzerin hervorgetreten und hat zahlreiche Werke italienischer Autoren sowie Drehbücher und eine Fellini-Biographie ins Deutsche übertragen.

## Leben
Nach der Promotion in romanischer Literaturwissenschaft (1970) und den Staatsprüfungen für das Lehramt an Gymnasien (1974) hat sie umfangreiche Erfahrungen als Fremdsprachenlehrerin in verschiedenen Schulformen gesammelt. Es folgte eine mehrjährige Tätigkeit als Fachberaterin für Migration am Hessischen Kultusministerium. 1994 erfolgte die Habilitation mit einer empirischen Untersuchung zum Wortschatzlernen erwachsener Fremdsprachenlernender an der Johann-Wolfgang-Goethe-Universität Frankfurt am Main.
Nach Lehraufträgen an den Universitäten Frankfurt am Main und Gießen erhielt sie 1994 einen Ruf als Universitätsprofessorin an die Pädagogische Hochschule Erfurt, wo sie zwei Jahre lang lehrte. 1996 trat sie die Professur für Fremdsprachenlehr- und -lernforschung/Interkulturelle Kommunikation an der Universität Kassel an. Bis zur Versetzung in den Ruhestand bildete sie dort zukünftige Fremdsprachenlehrkräfte sowie Wirtschaftsromanisten aus. Seither widmet sie sich verstärkt der empirischen Erforschung von Lehr- und Lernprozessen und der Erstellung von Unterrichtsmaterialien für Englisch und Französisch.

## Publikationen
In mehreren Monographien, betreuten Sammelbänden, als Gastherausgeberin bzw. Koordinatorin einschlägiger Fachzeitschriften und in über 170 Aufsätzen hat Inez De Florio-Hansen sich zu allen wichtigen und innovativen Aspekten des Fremdsprachenunterrichts in den Schulsprachen geäußert. Seit 2014 hat sie eine Reihe von Monographien vorgelegt, in denen sie sich kritisch mit evidenzbasiertem Unterricht auseinandersetzt. Sie betrachtet die Ergebnisse experimenteller Forschung zwar als Bereicherung für Lehr- und Lernprozesse und plädiert für einen wissenschaftsorientierten Unterricht. Dabei müssen aber individuelle Aspekte wie die Persönlichkeit von Lehrpersonen und Lernenden, ihre Bedürfnisse und Interessen und der jeweilige Lernkontext hinreichend berücksichtigt werden. Diese Forderungen belegt sie anhand zahlreicher Unterrichtsbeispiele in folgenden Publikationen:
Fachbücher
- Visualisieren mit KI: Praxisbeispiele für den Unterricht. Beltz, Weinheim/Basel 2024, ISBN 978-3-407-63327-9.
- Künstliche Intelligenz (KI) mit Vergnügen. Grundwissen und alltagstaugliche Anwendungen. Books on Demand, Norderstedt 2024, ISBN 978-3-7597-1338-4.
- KI-Tools für den Englischunterricht. Ein praxisnaher Ratgeber mit zahlreichen Unterrichtsbeispielen. ibidem, Stuttgart 2024, ISBN 978-3-8382-1925-7.
- KI-Tools für den Unterricht. Beltz, Weinheim/Basel 2024, ISBN 978-3-407-63310-1.
- Intuition im Unterricht. Souverän mit unvorhersehbaren Situationen umgehen. Beltz, Weinheim/Basel 2023, ISBN 978-3-407-63298-2.
- From Assessment to Feedback. Applications in the Second/Foreign Language Classroom. Cambridge University Press, Cambridge 2023, ISBN 978-1-00-921893-1.
- Lehr- und Lernmethoden im Fremdsprachenunterricht. Ein Handbuch für Lehrkräfte mit ausgearbeiteten Beispielen für Englisch und Französisch. ibidem, Stuttgart 2022, ISBN 978-3-8382-1590-7.
- Feedback lernwirksam gestalten. Strategien und Techniken für den Fremdsprachenunterricht. Klett Kallmeyer, Hannover 2022, ISBN 978-3-7727-1584-6.
- Digitalisierung, Künstliche Intelligenz und Robotik. Eine Einführung für Schule und Unterricht. Waxmann, Münster 2020, ISBN 978-3-8252-5429-2.
- Wirksame Motivierungsstrategien für den Französischunterricht. Was Lehrerinnen und Lehrer tun können. ibidem, Stuttgart 2019, ISBN 978-3-8382-1313-2.
- Fachdidaktik Französisch – Lehren und Lernen im digitalen Zeitalter. ibidem, Stuttgart 2019, ISBN 978-3-8382-1290-6.
- Teaching and Learning English in the Digital Age. Waxmann, Münster/New York 2018, ISBN 978-3-8252-4954-0.
- Unterrichtseinheiten Französisch für die Praxis. Narr, Tübingen 2017, ISBN 978-3-8233-8008-5.
- Unterrichtseinheiten Englisch für die Praxis. Narr, Tübingen 2016, ISBN 978-3-8233-8007-8.
- Effective Teaching and Successful Learning. Bridging the Gap between Research and Practice. Cambridge University Press, Cambridge/New York 2016, ISBN 978-1-316-28559-6.
- Standards, Kompetenzen und fremdsprachliche Bildung. Beispiele für den Englisch- und Französischunterricht. Narr, Tübingen 2015, ISBN 978-3-8233-6937-0.
- Fremdsprachenunterricht lernwirksam gestalten. Beispiele für Englisch, Französisch und Spanisch. Narr, Tübingen 2014, ISBN 978-3-8233-6870-0.
- Lernwirksamer Unterricht. Eine praxisorientierte Anleitung. Wissenschaftliche Buchgesellschaft, Darmstadt 2014, ISBN 978-3-534-26379-0.

Sachbücher
- To see or not to see. My recovery from blindness. ibidem, Stuttgart 2021, ISBN 978-3-8382-1487-0. (distributed by New York, NY: Columbia University Press)
- Sehen mit allen Sinnen. Mein Weg aus der Blindheit. ibidem, Stuttgart 2020, ISBN 978-3-8382-1477-1.
- Selbsthilfeliteratur effektiver Nutzen. Persönlichkeitsentfaltung auf wissenschaftlicher Grundlage  (mit einem Vorwort von Gerhard Roth). ibidem, Stuttgart 2019, ISBN 978-3-8382-1314-9.